# Tuffi ai XXI Giochi del Commonwealth - Trampolino 1 metro maschile
Il concorso dei tuffi dal trampolino 1 metro maschile dei Giochi del Commonwealth di Gold Coast si è svolto l'11 aprile 2018.

## Risultati
In verde sono indicati i finalisti
| Class | Atleta                | Preliminare | Preliminare | Finale          | Finale          |
| Class | Atleta                | Punti       | Class       | Punti           | Class           |
| ----- | --------------------- | ----------- | ----------- | --------------- | --------------- |
|       | Jack Laugher          | 399.80      | 1           | 438.00          | 1               |
|       | James Connor          | 354.45      | 6           | 412.45          | 2               |
|       | James Heatly          | 366.05      | 3           | 399.25          | 3               |
| 4     | Yona Knight-Wisdom    | 368.15      | 2           | 388.65          | 4               |
| 5     | Muhammad Syafiq Puteh | 306.80      | 8           | 378.90          | 5               |
| 6     | Ahmad Amsyar Azman    | 343.75      | 7           | 369.40          | 6               |
| 7     | Matthew Carter        | 361.45      | 5           | 368.85          | 7               |
| 8     | Ross Haslam           | 363.75      | 4           | 368.30          | 8               |
| 9     | Kurtis Mathews        | 258.15      | 12          | 367.60          | 9               |
| 10    | Jack Haslam           | 305.40      | 9           | 325.05          | 10              |
| 11    | Ooi Tze Liang         | 302.30      | 10          | 319.00          | 11              |
| 12    | Lucas Thomson         | 295.40      | 11          | 288.05          | 12              |
| 13    | Liam Stone            | 255.90      | 13          | Did not advance | Did not advance |
| 14    | Mark Lee              | 236.60      | 14          | Did not advance | Did not advance |
| 15    | Sahan Peiris          | 181.25      | 15          | Did not advance | Did not advance |